# Škrobotac
Škrobotac (šuškavac, zvonac; lat. Rhinanthus), biljni rod iz porodice volovotkovki rasprostranjen po Euroaziji i Sjevernoj Americi (uključujući Grenland)
To su jednogodišnje biljke sa nekih tridesetak vrsta. U Hrvatskoj raste desetak vrsta, to su runjavi škrobotac (Rhinanthus alectorolophus), šareni škrobotac i drugi (navedeni su u popisu uz njihove latinske nazive. Smedjozeleni škrobotac u Hrvatskoj se navodi pod sinonimn im nazivom 
Rhinanthus angustifolius C.C.Gmel.

## Vrste
1. Rhinanthus alectorolophus (Scop.) Pollich, runjavi škrobotac
2. Rhinanthus antiquus (Sterneck) Schinz & Thell.
3. Rhinanthus asperulus (Murb.) Soó, hrapavasti škrobotac
4. Rhinanthus borbasii (Dörfl.) Soó
5. Rhinanthus burnatii (Chabert) Soó, Burnatijev škrobotac
6. Rhinanthus carinthiacus Widder, karintski škrobotac
7. Rhinanthus colchicus Vassilcz.
8. Rhinanthus dinaricus Murb.
9. Rhinanthus facchinii Chabert
10. Rhinanthus freynii (A.Kern. ex Sterneck) Fiori, Freynov škrobotac
11. Rhinanthus glacialis Personnat, uskolisni škrobotac (sin. Rhinanthus aristatus Čelak.)
12. Rhinanthus groenlandicus (Ostenf.) Chabert
13. Rhinanthus javorkae Soó
14. Rhinanthus melampyroides (Borbás & Degen) Soó
15. Rhinanthus minor L., mali škrobotac
16. Rhinanthus osiliensis (Ronniger & Saarsoo) Vassilcz.
17. Rhinanthus ovifugus Chabert, drhtavi škrobotac
18. Rhinanthus pampaninii Chabert
19. Rhinanthus pindicus (Sterneck) Soó
20. Rhinanthus ponticus (Sterneck) Vassilcz.
21. Rhinanthus pseudoantiquus Kunz
22. Rhinanthus pubescens (Sterneck) Boiss. & Heldr. ex Soó
23. Rhinanthus pumilus (Sterneck) Pau, sredozemni škrobotac; sin. Rhinanthus mediterraneus (Sterneck) Adamović)
24. Rhinanthus riphaeus Krock.,  šareni škrobotac (Sin. Rhinanthus alpinus Baumg.)
25. Rhinanthus rumelicus Velen., žljezdasti škrobotac
26. Rhinanthus schischkinii Vassilcz.
27. Rhinanthus serotinus (Schönh. ex Halácsy & Heinr.Braun) Oborny
28. Rhinanthus sintenisii (Sterneck) Soó
29. Rhinanthus songaricus (Sterneck) B.Fedtsch.
30. Rhinanthus songeonii Chabert
31. Rhinanthus subulatus (Chabert) Soó
32. Rhinanthus vassilczenkoi Ivanina & Karasjuk
33. Rhinanthus wagneri Degen
34. Rhinanthus wettsteinii (Sterneck) Soó
35. Rhinanthus ×adulterinus Wallr.
36. Rhinanthus ×brigantiacus (Gross) Soó
37. Rhinanthus ×digeneus (Widder) Widder
38. Rhinanthus ×fallax (Sterneck) Chabert
39. Rhinanthus ×gracilis Schur
40. Rhinanthus ×hungaricus (Borbás) Soó
41. Rhinanthus ×lengyelii Soó
42. Rhinanthus ×lorinensis (Behrendsen) Fiori
43. Rhinanthus ×magocsyanus Soó
44. Rhinanthus ×oligadenus (M.Schulze) O.Schwarz
45. Rhinanthus ×poeverleinii (Semler ex Poeverl.) Soó
46. Rhinanthus ×puberulus Fritsch
47. Rhinanthus ×schneiderae Rothm.

## Sinonimi
- Alectorolophus Zinn; Cat. Pl. Gott. 288 (1757)
- Fistularia L. ex Kuntze; Revis. Gen. Pl. 2: 460 (1891), nom. illeg.
- Mimulus Adans.; Fam. Pl. 2: 211 (1763), nom. illeg.